# Šarbane
Šarbane (cyr. Шарбане) – wieś w Serbii, w okręgu kolubarskim, w gminie Ub. W 2011 roku liczyła 501 mieszkańców.